# Mönkhagen
Mönkhagen est une commune allemande du Schleswig-Holstein, située dans le nord-est de l'arrondissement de Stormarn (Kreis Stormarn), à neuf kilomètres au nord-ouest de la ville de Lübeck. Mönkhagen fait partie de l'Amt Nordstormarn qui regroupe douze communes autour de Reinfeld (Holstein).